# Dajr al-Fardis
Dajr al-Fardis (arab. دير الفرديس) – miejscowość w Syrii, w muhafazie Hama. W 2004 roku liczyła 5890 mieszkańców.